# Сан-Нікандро-Гарганіко
Сан-Нікандро-Гарганіко (італ. San Nicandro Garganico) — муніципалітет в Італії, у регіоні Апулія,  провінція Фоджа.
Сан-Нікандро-Гарганіко розташований на відстані близько 260 км на схід від Рима, 135 км на північний захід від Барі, 45 км на північ від Фоджі.
Населення — 15 735 осіб (2014).
Щорічний фестиваль відбувається 17 червня, 8 грудня. Покровитель — San Nicandro, San Marciano, Santa Daria.

## Демографія
Населення за роками:

Станом на 1 січня 2023 року в муніципалітеті офіційно проживали 544 іноземці з 32 країн, серед них 127 громадян країн Євросоюзу та 28 громадян України.

## Сусідні муніципалітети
- Апричена
- Каньяно-Варано
- Лезіна
- Поджо-Імперіале
- Сан-Марко-ін-Ламіс